# Assolo
Assolo ist eine sardische Gemeinde mit 329 Einwohnern (Stand 31. Dezember 2023) in der Provinz Oristano. Nachbargemeinden sind Albagiara, Genoni, Nureci, Senis und Villa Sant’Antonio.
Das Dorf liegt am Fuße der Marmilla-Hochebene. Sehenswert sind hier die Wasserfälle von Sa caddaia und 25 bronzezeitliche Nuraghen.